# Astragalus knightii
Astragalus knightii är en ärtväxtart som beskrevs av Rupert Charles Barneby. Astragalus knightii ingår i släktet vedlar, och familjen ärtväxter. Inga underarter finns listade i Catalogue of Life.